# Jutrosin

Jutrosins vapen.

Jutrosin (tyska Jutroschin) är en stad i Storpolens vojvodskap i västra Polen. Jutrosin, som för första gången nämns i ett dokument från år 1281, hade 1 931 invånare år 2013.